# Vászolyi Erik
Vászolyi Erik (Eric Vasse) (Budapest, 1933. március 24. – Perth, 2013. április 7.) magyar nyelvész, a permi és az ausztráliai nyelvek kutatója.

## Életpályája
1959–1960 között Komiföldön gyűjtött folklórszövegeket. Az 1968-ban bekövetkezett prágai tavaszt követő csehszlovákiai szovjet megszállás után emigrált. Az emigráció során az ausztráliai Perthi Egyetemre került.
2013. április 7-én hunyt el.

## Művei
- Ausztrália bennszülött nyelvei, L'Harmattan Könyvkiadó, Budapest, 2003, ISBN 9639457183 (Kultúrák Keresztútján sorozat)[2]